# Sowdepien

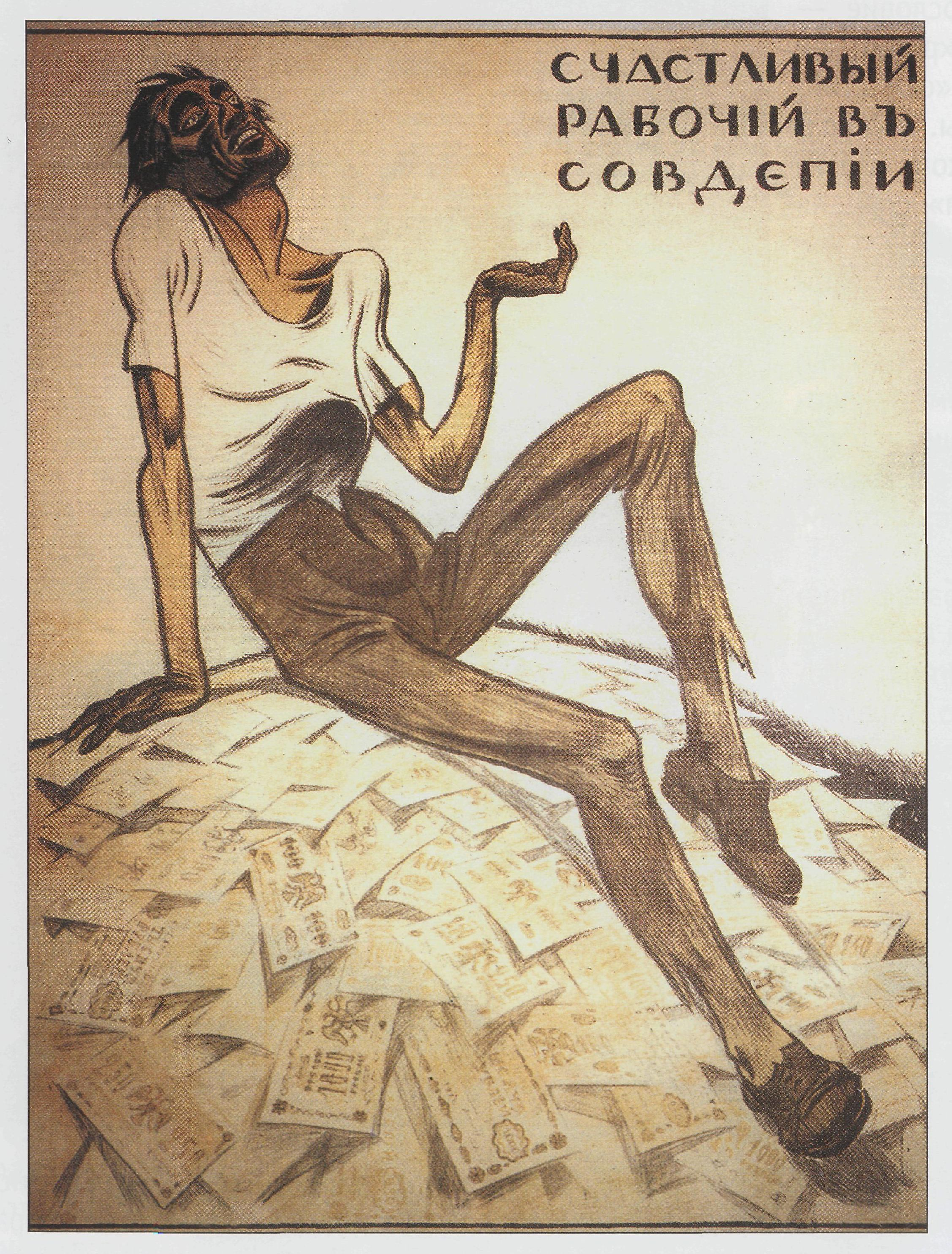
Glücklicher Arbeiter in Sowdepien, Propagandaplakat der weißen Freiwilligenarmee (1919)

Sowdepien (russisch Совдепия, Sowdepija) ist eine in den 1920er Jahren hauptsächlich von russischen Emigranten verwendete abschätzige Bezeichnung für Sowjetrussland und die junge Sowjetunion. Vorkommend in der russischen Emigrantenliteratur, wurde sie mit „Sowdepien Unter den Linden“ spöttisch auch auf die sowjetische Botschaft in Berlin bezogen.
Die Bezeichnung ist abgeleitet von Sowet deputatow, abgekürzt Sowdep. Diese „Deputierten-Sowjets“, also „Abgeordneten-Räte“ in verschiedener Zusammensetzung (Arbeiter-, Bauern- und Soldatenräte), übten nach der Oktoberrevolution und gemäß der ersten Verfassung der RSFSR von 1918 die lokale Macht der Bolschewiki aus.